# Russòfon

Russòfons al món

Un russòfon és un parlant de llengua russa. El nombre de persones de parla russa al món s'estima en 280 milions. Rússia és el país més gran de parla russa, però moltes antigues repúbliques  soviètiques són la llar d'un gran nombre de parlants de rus, d'origen rus o no: Belarús, Ucraïna, el Kazakhstan, Moldàvia i Letònia i en altres països de l'antiga URSS. A causa de la immigració, Israel, Alemanya, el Canadà, els Estats Units (especialment Nova York o Alaska, on la comunitat de vells creients (molt aferrada a la tradició ortodoxa), perseguits pel règim tsarista i el règim soviètic es van refugiar i van viure en aïllament). Alguns altres països són també importants comunitats de russòfons, com ara el Marroc, on hi ha una gran minoria de parla russa. Aquests parlants són principalment molts estudiants que van fer estudis de postgrau a l'antiga URSS.
Per abús de llenguatge, algunes fonts anomenen "russòfons" a les comunitats de minories russes en els països de l'antiga Unió Soviètica, si bé que les poblacions d'aquests països són sovint russòfones (de parla russa), encara que no són russes.